# Тул (род)
Тул — древний род в составе башкир-гайна.

## Этноним
Предположительно название рода связано с именем реки Тулва.

## История
На севере гайнинцы в XVIII в. занимали не только устье Тулвы и прилегающие по обоим берегам прикамские земли, но и сохраняли вотчины по левобережью Сылвы. В челобитной, датированной 1672 г., гайнинцы, ссылаясь на жалованную грамоту, полученную от «великих государей» в 1596 г., просят оградить от самовольных захватов их земли «по обе стороны Камы реки» «со впадающими реками и речками», в. том числе по рекам правой стороны — Медвежевке, Змеевке, Отчере и др. С постройкой г. Осы гайнинцы были оттеснены к югу; появившиеся в XVIII в. в низовьях Тулвы русские села до сих пор носят башкирские название, кстати, такие же, как и старые гайнинские аулы: Бичурино, Узик и др.